# 우리식구 열다섯
《우리식구 열다섯》은 1993년 1월 10일 ~ 1993년 10월 17일까지 방영된 SBS 일요아침드라마이며 1992년 3월 종영된
《사랑의 풍차》이후 해당 작품을 통해 일요아침드라마가 부활됐는데 왕영은 (방귀희 역)이 해당 작품으로 9년 만에 드라마 복귀를 했다.
하지만, 사원아파트에 함께 사는 한 철강회사 판매부 직원들의 이야기를 그렸음에도 코미디로서 다소 현실성이 결여된 해프닝을 남발하여 기대 이하의 성적에 그쳐 1993년 가을개편으로 막을 내려야 했다.

## 프로그램 소개
가정과 직장을 배경으로 한 코믹스타일의 홈드라마다.

## 출연자 소개
- 김동현 : 오덕구
- 왕영은 : 방귀희
- 변소정
- 임현식 : 김동근
- 길용우 : 박찬기
- 나현희

## 방영목록
제1화 부장님 함께살아요
제2화 퇴근해도 됩니까
제3화 혼인신고해요
제4화 부장님 부끄러워요
제5화 여보 날두고 어디가
제6화 싸워서 좋을게 없네요
제7화 사표철회
제8화 사내가 술수를 부려
제9화 몹쓸병이로구만
제10화 책임지습니다
제11화 자네들이 원흉이야
제12화 출근거부증
제13화 여우가 따로 없네
제14화 그 가시나 부랑테이
제15화 않으니 차라리 죽지
제16화 걱장말아요
제17화 친선인데 필요
제18화 이번엔 진짜다
제19화 이게 웬 떡이에요
제20화 화해
제21화 결제
제22화 방과장 바람났네
제23화 말괄량이 길들이기
제24화 자식이 뭐길래
제25화 엄마 아빠는 못말려
제26화 쑥스런 연애
제27화 남남끼리 살기는 힘들어
제28화 사나이 순정(전편)
제29화 사나이 순정(후편)
제30화 별 걸 다 기억 못하는 남자
제31화 미녀일까 호랑이일까
제32화 청춘별곡
제33화 늑대와 여우
제34화 엄마의 거짓말
제35화 두 얼굴을 가진 남자
제36화 무슨일이 있었을까
제37화 사라진 여인들
제38화 완행열차
제39화 꼬마손님
제40화 우리식구 열여섯?

제41화 그리고 10년후(최종회)
| SBS 일요아침드라마                               | SBS 일요아침드라마                                   | SBS 일요아침드라마                                   |
| 이전 작품                                        | 작품명                                               | 다음 작품                                            |
| ------------------------------------------------ | ---------------------------------------------------- | ---------------------------------------------------- |
| 사랑의 풍차 (1991년 12월 15일 ~ 1992년 3월 22일) | 우리식구 열다섯 (1993년 1월 10일 ~ 1993년 10월 17일) | 목소리를 낮춰요 (1993년 10월 24일 ~ 1994년 2월 20일) |